# Wuyue
907–978
Entités précédentes :
- Dynastie Tang

Entités suivantes :
- Dynastie Song

Le royaume de Wuyue (chinois simplifié : 吴越 ; chinois traditionnel : 吳越 ; pinyin : Wúyuè; shanghaïen: ɦuɦyɪʔ )(907–978) est un royaume côtier chinois fondé durant la période des Cinq Dynasties et des Dix Royaumes (907–960). Il est dirigé par la famille Qian, dont les descendants restent très nombreux dans la région qui correspond à l'ancien territoire du royaume.

## Histoire

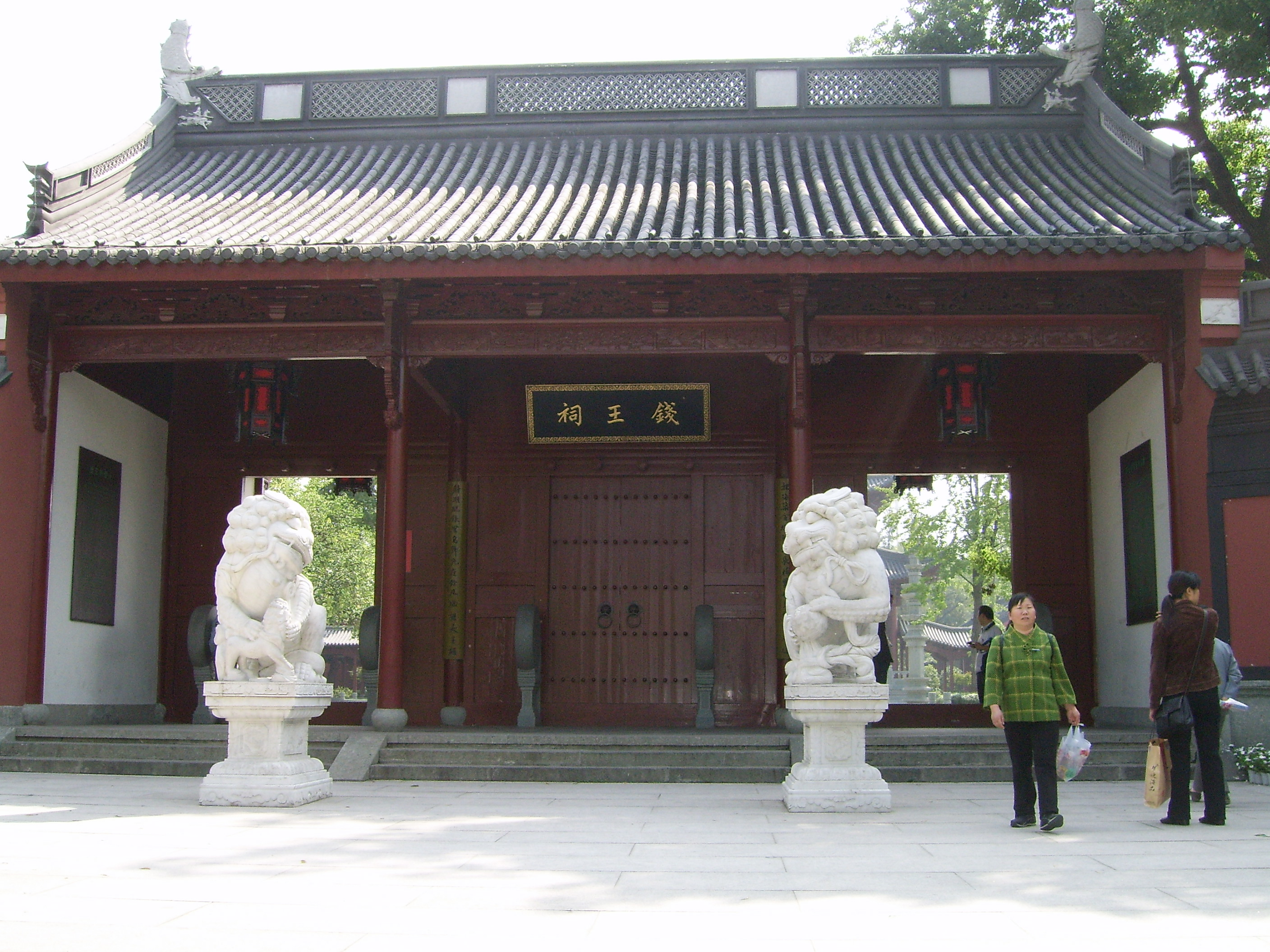
Temple du roi Qian à Hangzhou. C'est l'un des nombreux sanctuaires dédiés aux rois de Wuyue qui existent encore dans la région correspondant à l'ancien territoire du royaume.

### Origines et fondation
Tout commence en 887, date à laquelle la famille Qian se met au service de la dynastie Tang et commence à fournir des chefs militaires à la Cour Impériale. un de ces militaires, nommé Qian Liu (en) reçoit le titre de prince de Yue en 902, auquel se rajoute celui de prince de Wu deux ans plus tard. En 907, la dynastie Tang tombe et est remplacée au nord par le Liang postérieur. Si, dans un premier temps, les chefs militaires du nord se soumettent aux Liang, ceux du sud rejettent la nouvelle dynastie et fondent leurs propres royaumes. Qian Liu fait partie de ceux qui ne reconnaissent pas les Liang et profite de sa position géographique privilégiée pour se proclamer Roi de Wuyue, un nom qui vient de la combinaison des noms des royaumes de Wu et de Yue, deux anciens États ayant dominé la région pendant la période des Printemps et Automnes, de 770 à 476 av . J.-C. Cette date marque le début de la période des Cinq Dynasties et des Dix Royaumes qui va durer jusqu'à la fondation de la dynastie Song en 960.

### Règne de Qian Liu

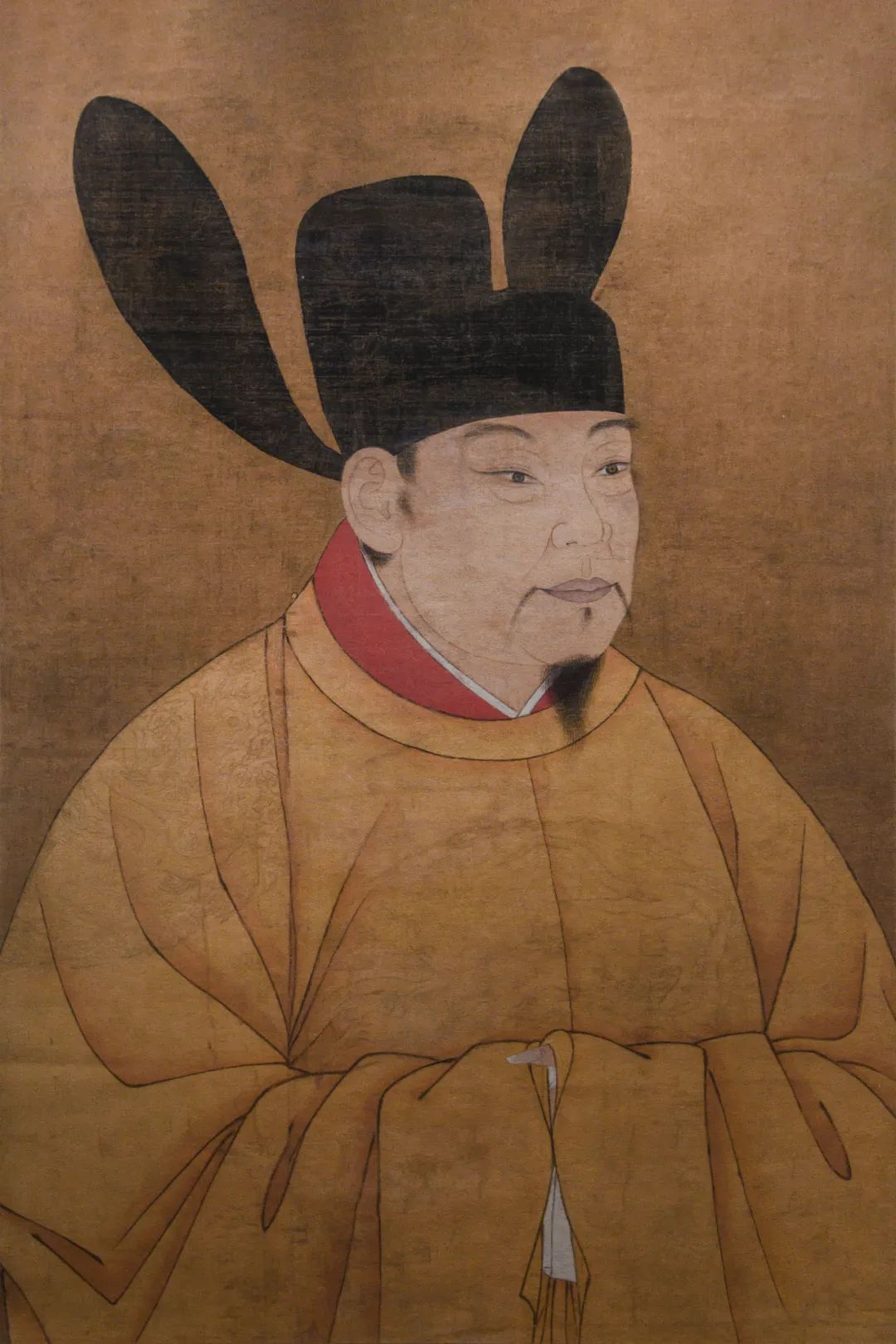
Qian Liu, le fondateur du royaume de Wuyue.

Pendant le règne de Qian Liu, le royaume de Wuyue connaît une période de prospérité économique et développe une culture régionale qui continue toujours à exister à ce jour. Il développe l'agriculture du royaume côtier, construit des digues, agrandit la ville d'Hangzhou, drague les rivières et des lacs pour les rendre navigables et limiter les risques d'inondations, et encourage le transport maritime ainsi que le commerce. Sur son lit de mort, il recommande a son successeur de pratiquer wuwei dans la conduite des affaires de l'État, un conseil suivi par les quatre rois qui lui succèdent.

### Politique étrangère
En 935, le royaume de Wuyue établit des relations diplomatiques officielles avec le Japon. Le royaume profite également de sa position maritime pour maintenir des contacts diplomatiques avec les dynasties de la Chine du Nord, les Khitans, les royaumes coréen de Balhae, Baekje postérieur, Goryeo et Silla. Le bouddhisme a joué un grand rôle dans les relations diplomatiques avec le Japon et Goryeo, des moines japonais et coréens se rendant à Wuyue, tandis que des moines de Wuyue voyagent au Japon et en Corée. Les dirigeants de Wuyue essayent également de retrouver des sutras qui ont été perdus dans le chaos des dernières années de la dynastie Tang. Dans le cadre de ces recherches, Qian Zuo envoie en 947 des cadeaux au Japon et offre d'acheter des sutras, mais ses envoyés n'en trouvent aucun. En 961, Qian Chu envoie cinquante objets précieux et une lettre au roi du Goryeo, toujours pour essayer de retrouver ces sutras manquants. En réponse, le roi Gwangjong envoie le moine Jegwan (諦觀) au Wuyue avec un ensemble complet de sutras Tiantai.

### Chute du royaume
En 978, craignant d’être anéanti par les troupes des Song, qui sont alors en pleine réunification de la Chine, Qian Chu, le dernier roi de Wuyue, prête allégeance à son puissant voisin du nord pour éviter la dévastation de son royaume. Même si nominalement Qian Chu reste le roi de Wuyue, son pays est, de fait, absorbé par la dynastie Song. La mort de Chu en 988 met fin aux dernières bribes d'existence du Wuyue.

## Territoire du Wuyue
La capitale principale du royaume se situe à Hangzhou, également appelée "Xifu". Lors de sa fondation le territoire du Wuyue comprend l'actuelle province du Zhejiang, la ville de Shanghai, ainsi que la partie sud de l'actuelle province du Jiangsu. En 945, la chute du royaume de Min lui permet de s'étendre en annexant une partie du nord de l'actuelle province du Fujian. Malgré ce que pourrait laisser croire son nom, le territoire du Wuyue ne correspond, grosso modo, qu'à celui de l'ancien État de Yue et ne recouvre quasiment pas de terres ayant appartenu à l'ancien État de Wu. Le territoire du Wu correspond plutôt à celui du royaume des Wu du Sud (南 吳) ou Yang Wu (楊 吳), qui est le voisin direct du Wuyue. Le nom choisi par Qian Liu pour son royaume peut laisser penser qu'il a des vues sur les terres de son voisin, ce qui provoque de nombreuses tensions entre le Wuyue et le Yang Wu.
Au cours des premières décennies de son existence, le royaume de Wuyue a pour voisins le royaume de Min au sud et le royaume des Wu du Sud, qui sont remplacés par les Tang du Sud après 937, à l'ouest et au nord. Avec la rébellion du Yin et sa séparation du Min entre 943 et 945, le Wuyue a une troisième frontière pendant un bref laps de temps. Cependant le royaume se retrouve rapidement avec une seule et unique frontière terrestre, lorsque les Tang du Sud annexent le Yin et le Min, a l'exception de la petite portion annexée par le Wuyue.
La population est d'environ 550 700 foyers, dont une grande partie vivant dans les grandes villes/nœuds commerciaux et les principaux ports maritimes.

### Divisions administratives

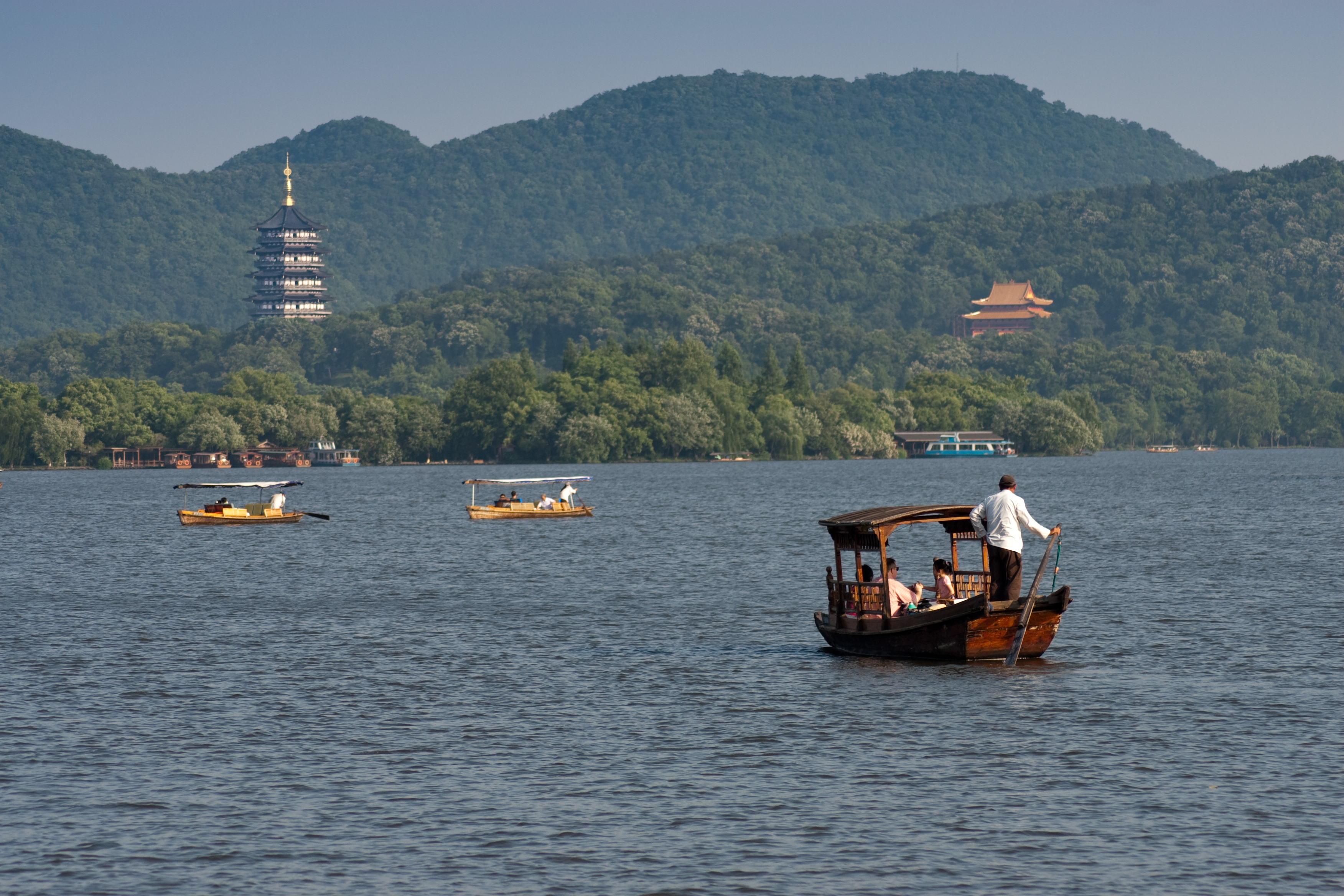
Le lac de l'Ouest, à Hangzhou

Comparé aux autres royaumes du Sud de la Chine, le Wuyue est un pays plutôt petit. Lorsqu'il et fondé, il ne compte que 12 Zhou (州) et 86 Xian (縣). Fuzhou devient le 13e Zhou du pays, lorsque la Cour du royaume de Min fait allégeance au Wuyue, alors qu'ils sont assiégés par les Tang du Sud.
| Zhou | 州                  | Xian                                    | 縣   |
| --- | ------------------- | --------------------------------------- | ---- |
| Hangzhou (Xifu) (capitale principale ou capitale de l'ouest)                                                       | 杭州                |                                         |      |
| Hangzhou (Xifu) (capitale principale ou capitale de l'ouest)                                                       | 杭州                | Qiantang                                | 錢塘 |
| Hangzhou (Xifu) (capitale principale ou capitale de l'ouest)                                                       | 杭州                | Qianjiang                               | 錢江 |
| Hangzhou (Xifu) (capitale principale ou capitale de l'ouest)                                                       | 杭州                | Yanguan                                 | 鹽官 |
| Hangzhou (Xifu) (capitale principale ou capitale de l'ouest)                                                       | 杭州                | Yuhang                                  | 餘杭 |
| Hangzhou (Xifu) (capitale principale ou capitale de l'ouest)                                                       | 杭州                | Fuchun                                  | 富春 |
| Hangzhou (Xifu) (capitale principale ou capitale de l'ouest)                                                       | 杭州                | Tonglu                                  | 桐廬 |
| Hangzhou (Xifu) (capitale principale ou capitale de l'ouest)                                                       | 杭州                | Yuqian                                  | 於潛 |
| Hangzhou (Xifu) (capitale principale ou capitale de l'ouest)                                                       | 杭州                | Xindeng                                 | 新登 |
| Hangzhou (Xifu) (capitale principale ou capitale de l'ouest)                                                       | 杭州                | Hengshan                                | 橫山 |
| Hangzhou (Xifu) (capitale principale ou capitale de l'ouest)                                                       | 杭州                | Wukang                                  | 武康 |
| Yuezhou (capitale de l'est, correspond actuellement à la ville de Shaoxing)                                        | 越州                |                                         |      |
| Yuezhou (capitale de l'est, correspond actuellement à la ville de Shaoxing)                                        | 越州                | Kuaiji                                  | 會稽 |
| Yuezhou (capitale de l'est, correspond actuellement à la ville de Shaoxing)                                        | 越州                | Shanyin                                 | 山陰 |
| Yuezhou (capitale de l'est, correspond actuellement à la ville de Shaoxing)                                        | 越州                | Zhuji                                   | 諸暨 |
| Yuezhou (capitale de l'est, correspond actuellement à la ville de Shaoxing)                                        | 越州                | Yuyao                                   | 餘姚 |
| Yuezhou (capitale de l'est, correspond actuellement à la ville de Shaoxing)                                        | 越州                | Xiaoshan                                | 蕭山 |
| Yuezhou (capitale de l'est, correspond actuellement à la ville de Shaoxing)                                        | 越州                | Shangyu                                 | 上虞 |
| Yuezhou (capitale de l'est, correspond actuellement à la ville de Shaoxing)                                        | 越州                | Xinchang                                | 新昌 |
| Yuezhou (capitale de l'est, correspond actuellement à la ville de Shaoxing)                                        | 越州                | Zhan                                    | 瞻縣 |
| Huzhou | 湖州                |                                         |      |
| Huzhou | 湖州                | Wucheng                                 | 烏程 |
| Huzhou | 湖州                | Deqing                                  | 德清 |
| Huzhou | 湖州                | Anji                                    | 安吉 |
| Huzhou | 湖州                | Changxing                               | 長興 |
| Wenzhou | 溫州                |                                         |      |
| Wenzhou | 溫州                | Yongjia                                 | 永嘉 |
| Wenzhou | 溫州                | Rui'an                                  | 瑞安 |
| Wenzhou | 溫州                | Pingyang                                | 平陽 |
| Wenzhou | 溫州                | Yueqing                                 | 樂清 |
| Taizhou | 台州                |                                         |      |
| Taizhou | 台州                | Linhai                                  | 臨海 |
| Taizhou | 台州                | Huangyan                                | 黃岩 |
| Taizhou | 台州                | Taixing                                 | 台興 |
| Taizhou | 台州                | Yong'an                                 | 永安 |
| Taizhou | 台州                | Ninghai                                 | 寧海 |
| Mingzhou (correspond actuellement aux villes de Ningbo et Zhoushan)                                                | 明州                |                                         |      |
| Mingzhou (correspond actuellement aux villes de Ningbo et Zhoushan)                                                | 明州                | Xian de Yin                             | 鄞縣 |
| Mingzhou (correspond actuellement aux villes de Ningbo et Zhoushan)                                                | 明州                | Fenghua                                 | 奉化 |
| Mingzhou (correspond actuellement aux villes de Ningbo et Zhoushan)                                                | 明州                | Cixi                                    | 慈溪 |
| Mingzhou (correspond actuellement aux villes de Ningbo et Zhoushan)                                                | 明州                | Xiangshan                               | 象山 |
| Mingzhou (correspond actuellement aux villes de Ningbo et Zhoushan)                                                | 明州                | Wanghai                                 | 望海 |
| Mingzhou (correspond actuellement aux villes de Ningbo et Zhoushan)                                                | 明州                | Wengshan                                | 翁山 |
| Chuzhou (correspond à peu près à la ville de Lishui)                                                               | 處州                |                                         |      |
| Chuzhou (correspond à peu près à la ville de Lishui)                                                               | 處州                | Lishui                                  | 麗水 |
| Chuzhou (correspond à peu près à la ville de Lishui)                                                               | 處州                | Longquan                                | 龍泉 |
| Chuzhou (correspond à peu près à la ville de Lishui)                                                               | 處州                | Suichang                                | 遂昌 |
| Chuzhou (correspond à peu près à la ville de Lishui)                                                               | 處州                | Jinyun                                  | 縉雲 |
| Chuzhou (correspond à peu près à la ville de Lishui)                                                               | 處州                | Qingtian                                | 青田 |
| Chuzhou (correspond à peu près à la ville de Lishui)                                                               | 處州                | Bailong                                 | 白龍 |
| Quzhou | 衢州                |                                         |      |
| Quzhou | 衢州                | Xi'an (rien à voir avec Xi'an/Chang'an) | 西安 |
| Quzhou | 衢州                | Jiangshan                               | 江山 |
| Quzhou | 衢州                | Longyou                                 | 龍游 |
| Quzhou | 衢州                | Changshan                               | 常山 |
| Wuzhou (correspond à peu près à la ville de Jinhua)                                                                | 婺州                |                                         |      |
| Wuzhou (correspond à peu près à la ville de Jinhua)                                                                | 婺州                | Jinhua                                  | 金華 |
| Wuzhou (correspond à peu près à la ville de Jinhua)                                                                | 婺州                | Dongyang                                | 東陽 |
| Wuzhou (correspond à peu près à la ville de Jinhua)                                                                | 婺州                | Yiwu                                    | 義烏 |
| Wuzhou (correspond à peu près à la ville de Jinhua)                                                                | 婺州                | Lanxi                                   | 蘭溪 |
| Wuzhou (correspond à peu près à la ville de Jinhua)                                                                | 婺州                | Yongkang                                | 永康 |
| Wuzhou (correspond à peu près à la ville de Jinhua)                                                                | 婺州                | Wuyi                                    | 武義 |
| Wuzhou (correspond à peu près à la ville de Jinhua)                                                                | 婺州                | Pujiang                                 | 浦江 |
| Muzhou (correspond à peu près au nord-ouest du Zhejiang)                                                           | 睦州                |                                         |      |
| Muzhou (correspond à peu près au nord-ouest du Zhejiang)                                                           | 睦州                | Jiande                                  | 建德 |
| Muzhou (correspond à peu près au nord-ouest du Zhejiang)                                                           | 睦州                | Shouchang                               | 壽昌 |
| Muzhou (correspond à peu près au nord-ouest du Zhejiang)                                                           | 睦州                | Sui'an                                  | 遂安 |
| Muzhou (correspond à peu près au nord-ouest du Zhejiang)                                                           | 睦州                | Fenshui                                 | 分水 |
| Muzhou (correspond à peu près au nord-ouest du Zhejiang)                                                           | 睦州                | Qingxi                                  | 青溪 |
| Xiuzhou (correspond à peu près à la ville de Shanghai et sa région, plus la ville-préfecture de Jiaxing, Zhejiang) | 秀州                |                                         |      |
| Xiuzhou (correspond à peu près à la ville de Shanghai et sa région, plus la ville-préfecture de Jiaxing, Zhejiang) | 秀州                | Jiaxing                                 | 嘉興 |
| Xiuzhou (correspond à peu près à la ville de Shanghai et sa région, plus la ville-préfecture de Jiaxing, Zhejiang) | 秀州                | Haiyan                                  | 海鹽 |
| Xiuzhou (correspond à peu près à la ville de Shanghai et sa région, plus la ville-préfecture de Jiaxing, Zhejiang) | 秀州                | Huating                                 | 華亭 |
| Xiuzhou (correspond à peu près à la ville de Shanghai et sa région, plus la ville-préfecture de Jiaxing, Zhejiang) | 秀州                | Chongde                                 | 崇德 |
| Suzhou | 蘇州                |                                         |      |
| Suzhou | 蘇州                | Xian de Wu                              | 吳縣 |
| Suzhou | 蘇州                | Jinzhou                                 | 晉洲 |
| Suzhou | 蘇州                | Kunshan                                 | 崑山 |
| Suzhou | 蘇州                | Changshu                                | 常熟 |
| Suzhou | 蘇州                | Wujiang                                 | 吳江 |
| Fuzhou (annexé après la chute du royaume de Min)                                                                   | 福州                |                                         |      |
| Fuzhou (annexé après la chute du royaume de Min)                                                                   | 福州                | Xian de Min                             | 閩縣 |
| Fuzhou (annexé après la chute du royaume de Min)                                                                   | 福州                | Houguan                                 | 侯官 |
| Fuzhou (annexé après la chute du royaume de Min)                                                                   | 福州                | Changle                                 | 長樂 |
| Fuzhou (annexé après la chute du royaume de Min)                                                                   | 福州                | Lianjiang                               | 連江 |
| Fuzhou (annexé après la chute du royaume de Min)                                                                   | 福州                | Changxi                                 | 長溪 |
| Fuzhou (annexé après la chute du royaume de Min)                                                                   | 福州                | Fuqing                                  | 福清 |
| Fuzhou (annexé après la chute du royaume de Min)                                                                   | 福州                | Gutian                                  | 古田 |
| Fuzhou (annexé après la chute du royaume de Min)                                                                   | 福州                | Yongtai                                 | 永泰 |
| Fuzhou (annexé après la chute du royaume de Min)                                                                   | 福州                | Minqing                                 | 閩清 |
| Fuzhou (annexé après la chute du royaume de Min)                                                                   | 福州                | Yongzhen                                | 永貞 |
| Fuzhou (annexé après la chute du royaume de Min)                                                                   | 福州                | Ningde                                  | 寧德 |
| Zhou militaire d'Anguo Yijin (anciennement nommé Zhou militaire d'Yijin)                                           | 安國衣錦軍 (衣錦軍) | Lin'an                                  | 臨安 |

Anciennes divisions administratives
- Changzhou (常州) de 886 à 891, perdu au profit de Yang Xingmi, le fondateur du Yang Wu
- Runzhou (潤州) de 886 à 891 CE, perdu au profit de Yang Xingmi, le fondateur du Yang Wu

## Héritage

### Legs culturels

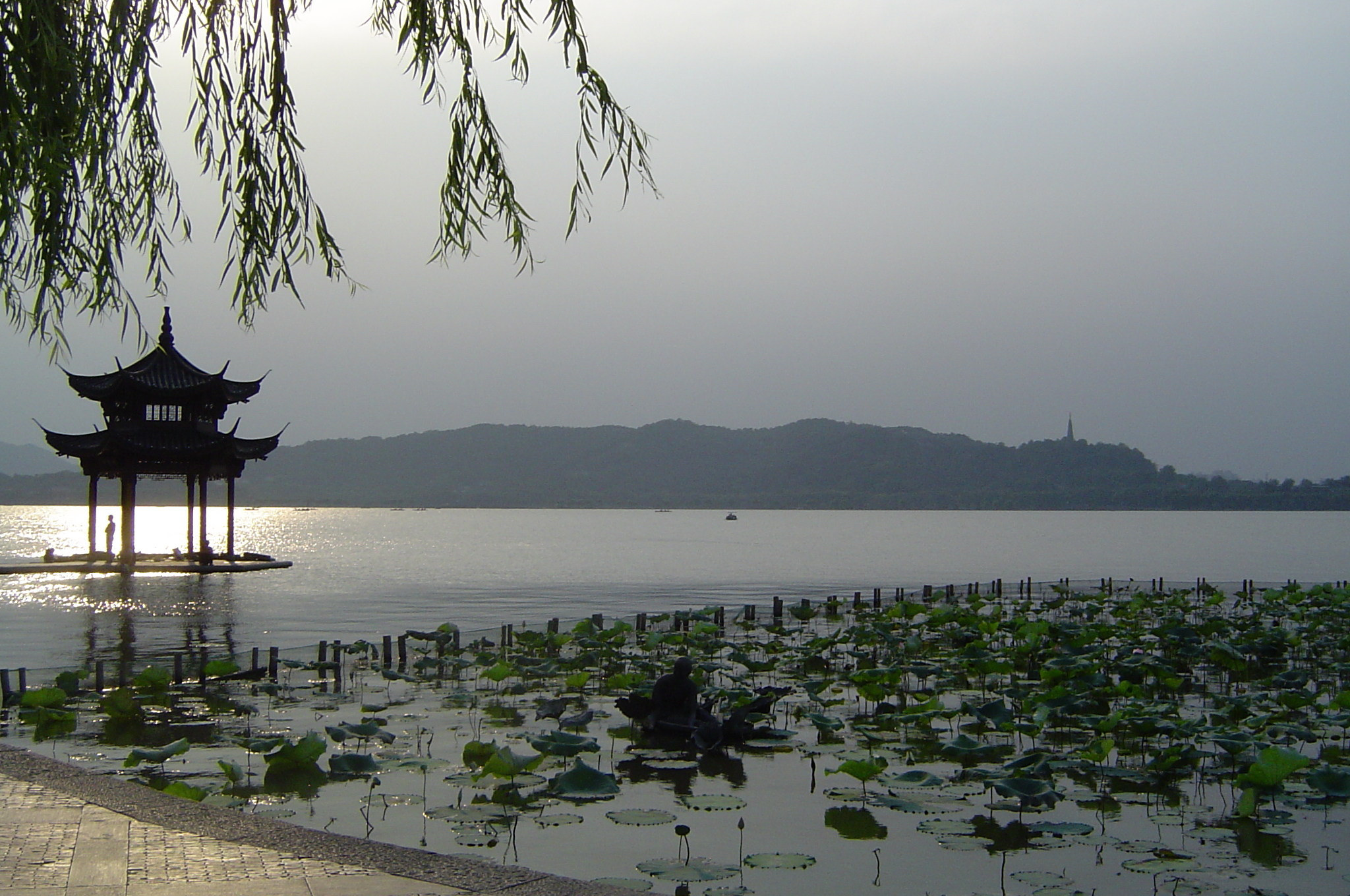
Le lac de l'Ouest. Selon la tradition locale, le pavillon situé sur la gauche marquerait l'emplacement d'un champ de tir à l'arc qui existait à l'époque du royaume de Wuyue.

Le Royaume Wuyue a cimenté la domination culturelle et économique de la région de Wuyue en Chine pour les siècles suivants, tout en créant une tradition culturelle régionale durable et distincte du reste de la Chine. Les dirigeants du royaume étaient des mécènes célèbres du bouddhisme, de l'architecture, de la décoration des temples et des sculptures religieuses liées au bouddhisme. La particularité culturelle qui commence à se développer au cours de cette période persiste à ce jour, puisque la région de Wuyue parle un dialecte appelé Wu, dont la variante la plus célèbre est le shanghaïen, a une cuisine distinctive et d'autres traits culturels. La pagode Baochu, construite pendant le règne de Qian Chu, est l'un des nombreux édifices religieux construits sous son patronage, comme le feront également ses successeurs . Il est également connu pour avoir fait ériger de nombreux piliers dharani, notamment un au temple Zhaoxian (招賢 寺) et deux au temple Daqian (大錢 寺) en 911; un à l'ermitage Tianzhu Riguan an (天竺 日 觀 庵) en 913 et deux au Temple Haihui (海 會 寺) en 924.   

### Infrastructures
Une partie de l'héritage « physique » du Royaume de Wuyue est la création du système de canaux et de digues qui a permis à ce secteur de devenir la région agricole la plus riche de Chine pendant de nombreux siècles. En conséquence, les populations locales ont érigé de nombreux sanctuaires dédiés à Qian Liu, dont beaucoup existent encore aujourd'hui.

### Survivance du clan Quian
Qian Liu était souvent surnommé par ses contemporains le «Roi Dragon» ou le «Roi des Dragons de la Mer», en raison de ses vastes projets d'hydro-ingénierie qui lui ont permis d'«apprivoiser» les mers. Les rois de Wuyue continuent de bénéficier d'un traitement positif dans les écrits des historiens chinois, principalement grâce à leurs travaux d'hydro-ingénierie, qui ont assuré la prospérité économique de la région, et parce qu'ils ont préféré se rendre à la dynastie Song, facilitant ainsi la réunification de la Chine, tout en évitant à la région d'être ravagée par la guerre. Un exemple bien vu par les dirigeants actuels de la RPC, qui cherchent eux aussi à réunifier la Chine.
Au début de la dynastie Song, la famille royale de Qian est traitée et considérée comme la seconde famille la plus importante du pays par le clan impérial Zhao qui tient le pouvoir. La meilleure preuve de cette considération est la présence en seconde position du nom de famille "Quian", dans la liste des noms cités dans le Bǎijiāxìng (en), un classique chinois. Après la chute du royaume, de nombreux sanctuaires sont érigés à travers la région de Wuyue, pour commémorer les rois de Wuyue, et parfois les vénérer comme des divinités commandant à la météo et à l'agriculture. Beaucoup de ces sanctuaires, connus sous le nom de "Sanctuaire du Roi Qian" ou "Temple du Roi Qian", existent toujours aujourd'hui, le plus visité d'entre eux étant celui situé près du lac de l'Ouest à Hangzhou.
Selon les chroniques historiques et les traditions locales, Qian Liu aurait eu plus d'une centaine de fils, nés de nombreuses épouses et concubines. Sa progéniture aurait vécu dans diverses parties du royaume et, même à l'heure actuelle, le nom de famille "Qian" reste très largement répandu dans toute la région correspondant au Wuyue. Plusieurs branches de la famille Qian sont considérées comme étant des «familles importantes» (望族) dans les régions où elles vivent.

## Rois
| Noms                     | Noms                                  | Noms                                   | Dates de règne | Ères |
| Nom de temple            | Nom posthume                          | Nom de famille et prénom               | Dates de règne | Ères |
| ------------------------ | ------------------------------------- | -------------------------------------- | -------------- | --- |
| Tài Zǔ 太祖 Tha Tsu      | Wǔ Sù Wáng 武肅王 Vu Soh Waon         | Qián Liú (en) 錢鏐 Zi Leu              | 907-932        | 907 : Tianyou (天祐) 908-912 : Tianbao (天寶) 913 : Fengli (鳳歷) 913-915 : Qianhua (乾化) 915-921 : Zhenming (貞明) 921-923 : Longde (龍德) 924-925 : Baoda (寶大) 926-931 : Baozheng (寶正) |
| Shì Zōng 世宗 Sy Tson    | Wén Mù Wáng 文穆王 Ven Moh Waon       | Qián Yuánguàn (en) 錢元瓘 Zi Nyoe Cioe | 932-941        | 932-933 : Changxing (長興) 934 : Yingshun (應順) 934-936 : Qingtai (清泰) 936-941 : Tianfu (天福)                                                                                             |
| Chéng Zōng 成宗 Zen Tson | Zhōng Xiàn Wáng 忠獻王 Tson Shie Waon | Qián Zuǒ (en) 錢佐 Zi Tsu              | 941-947        | 941-944 : Tianfu (天福) 944-946 : Kaiyun (開運) |
| aucun                    | Zhōng Xùn Wáng 忠遜王 Tson Sen Waon   | Qián Zōng (en) 錢倧 Zi Tson            | 947-948        | 947 : Tianfu (天福) |
| aucun                    | Zhōng Yì Wáng 忠懿王 Tson I Waon      | Qián Chù (en) 錢俶 Zi Tsoh             | 948-978        | 948-950 : Qianyou (乾祐) 951-953 : Guangshun (廣順) 954-960 : Xiande (顯德) 960-963 : Jianlong (建隆) 963-968 : Qiande (乾德) 968-976 : Kaibao (開寶) 976-978 : Taiping Xingguo (太平興國)    |

Qian Chu se soumet à la dynastie Song en 978 et continua à régner nominalement; successivement en tant que roi de Huaihai, roi d'Hannan, roi de Hanyang et prince de Xu et finalement prince de Deng, jusqu'à sa mort en 988. Après sa mort il est également élevé à titre posthume au rang de roi de Qin.

## Arbre généalogique des Rois de Wuyue
|                              |                              |                              |                              |                              |                              |  |  |                                                         |                                                         |                                                         |                                                         | Qian Liu 錢鏐 850-932 Taìzǔ (太祖) r.907-9321           |                                                         |  |  |                                                           |                                                           |                                                           |                                                           |                                                           |                                                           |  |  |                                                   |                                                   |                                                   |                                                   |                                                   |                                                   |
|                              |                              |                              |                              |                              |                              |  |  |                                                         |                                                         |                                                         |                                                         |                                                         |                                                         |  |  |                                                           |                                                           |                                                           |                                                           |                                                           |                                                           |  |  |                                                   |                                                   |                                                   |                                                   |                                                   |                                                   |
|                              |                              |                              |                              |                              |                              |  |  |                                                         |                                                         |                                                         |                                                         | Qian Yuanguan 錢元瓘 887-941 Shìzōng (世宗) r.932-9412  |                                                         |  |  |                                                           |                                                           |                                                           |                                                           |                                                           |                                                           |  |  |                                                   |                                                   |                                                   |                                                   |                                                   |                                                   |
|                              |                              |                              |                              |                              |                              |  |  |                                                         |                                                         |                                                         |                                                         |                                                         |                                                         |  |  |                                                           |                                                           |                                                           |                                                           |                                                           |                                                           |  |  |                                                   |                                                   |                                                   |                                                   |                                                   |                                                   |
|                              |                              |                              |                              |                              |                              |  |  |                                                         |                                                         |                                                         |                                                         |                                                         |                                                         |  |  |                                                           |                                                           |                                                           |                                                           |                                                           |                                                           |  |  |                                                   |                                                   |                                                   |                                                   |                                                   |                                                   |
| Qian Hongzun 錢弘僔 925－940 | Qian Hongzun 錢弘僔 925－940 | Qian Hongzun 錢弘僔 925－940 | Qian Hongzun 錢弘僔 925－940 | Qian Hongzun 錢弘僔 925－940 | Qian Hongzun 錢弘僔 925－940 |  |  | Qian Hongzuo 錢弘佐 928-947 Chéngzōng (成宗) r.941-9473 | Qian Hongzuo 錢弘佐 928-947 Chéngzōng (成宗) r.941-9473 | Qian Hongzuo 錢弘佐 928-947 Chéngzōng (成宗) r.941-9473 | Qian Hongzuo 錢弘佐 928-947 Chéngzōng (成宗) r.941-9473 | Qian Hongzuo 錢弘佐 928-947 Chéngzōng (成宗) r.941-9473 | Qian Hongzuo 錢弘佐 928-947 Chéngzōng (成宗) r.941-9473 |  |  | Qian Hongzong 錢弘倧 928-971 Zhongxun (忠遜王) r.947-9484 | Qian Hongzong 錢弘倧 928-971 Zhongxun (忠遜王) r.947-9484 | Qian Hongzong 錢弘倧 928-971 Zhongxun (忠遜王) r.947-9484 | Qian Hongzong 錢弘倧 928-971 Zhongxun (忠遜王) r.947-9484 | Qian Hongzong 錢弘倧 928-971 Zhongxun (忠遜王) r.947-9484 | Qian Hongzong 錢弘倧 928-971 Zhongxun (忠遜王) r.947-9484 |  |  | Qian Chu 錢俶 929–988 Zhongyi (忠懿王) r.948-9785 | Qian Chu 錢俶 929–988 Zhongyi (忠懿王) r.948-9785 | Qian Chu 錢俶 929–988 Zhongyi (忠懿王) r.948-9785 | Qian Chu 錢俶 929–988 Zhongyi (忠懿王) r.948-9785 | Qian Chu 錢俶 929–988 Zhongyi (忠懿王) r.948-9785 | Qian Chu 錢俶 929–988 Zhongyi (忠懿王) r.948-9785 |

## Voir également
- Période des Cinq Dynasties et des Dix Royaumes